# Maccabi Ahi Nazareth Football Club
Maccabi Ahi Nazareth Football Club (en árabe: نادي كرة القدم اخاء الناصرة, Nade Korat Alqadam Maccabi Ekhaa Al-Nasera) es un club de fútbol israelí con sede en la ciudad de Nazaret. Actualmente participa en la Liga Leumit que corresponde a la Segunda División de Israel.

## Historia
El club se fundó en 1967, y jugó en Liga Gimel hasta 1975. En 1998 fue ascendido a Liga Artzit (entonces el segundo nivel), terminando octavo en la liga. En la temporada 1999-2000 y 2000-01 terminaron un puesto por encima de la zona de descenso.
La temporada 2002-03 vio el club reclamar el título de la Liga Leumit, a pesar de haber deducido los tres puntos para jugar a un jugador inelegible, bajo la dirección de Azmi Nassar. Ellos fueron ascendidos a la Liga Premier de Israel, por primera vez en su historia. Fellow árabe israelí club de Bnei Sakhnin También se promovieron, marcando la primera vez que ambos clubes árabes habían estado en la primera división.
Sin embargo, en su primera temporada en la máxima categoría, el club acabó último y fueron relegados de nuevo a la Liga Leumit. La temporada siguiente fueron relegados de nuevo (debido a una deducción de dos puntos), y se dejó caer en la tercera división. En 2005-06 terminaron como finalistas en la Liga Artzit, para hacer un retorno inmediato a Liga Leumit, donde han permanecido desde entonces.
En 2008-09, el club fue ascendido a la Liga Premier de Israel.
Después de una de las peores temporadas en la Liga Premier de Israel, el club terminó en el último lugar de la liga, en el último partido de liga perdió ante el Hapoel Ramat Gan FC 7-0 y quedaron relegados directamente a la Liga Leumit para la temporada 2010-11.

## Palmarés
- Liga Alef (1): 1997-98
- Liga Leumit (1): 2002-2003
- Liga Artzit (1): 2005-2006

## Jugadores

### Plantilla 2018
- = Lesionado de larga duración
- = Capitán

## Jugadores notables
- Gustavo Boccoli
- Joslain Mayebi
- Carlos Ceballos
- Serge Ayeli
- Kemoko Camara
- Ruslan Nigmatullin
- Vabretsio Pinto
- Dmitri Ulyanov
- Eric Akoto